# Nederlandse Bachvereniging

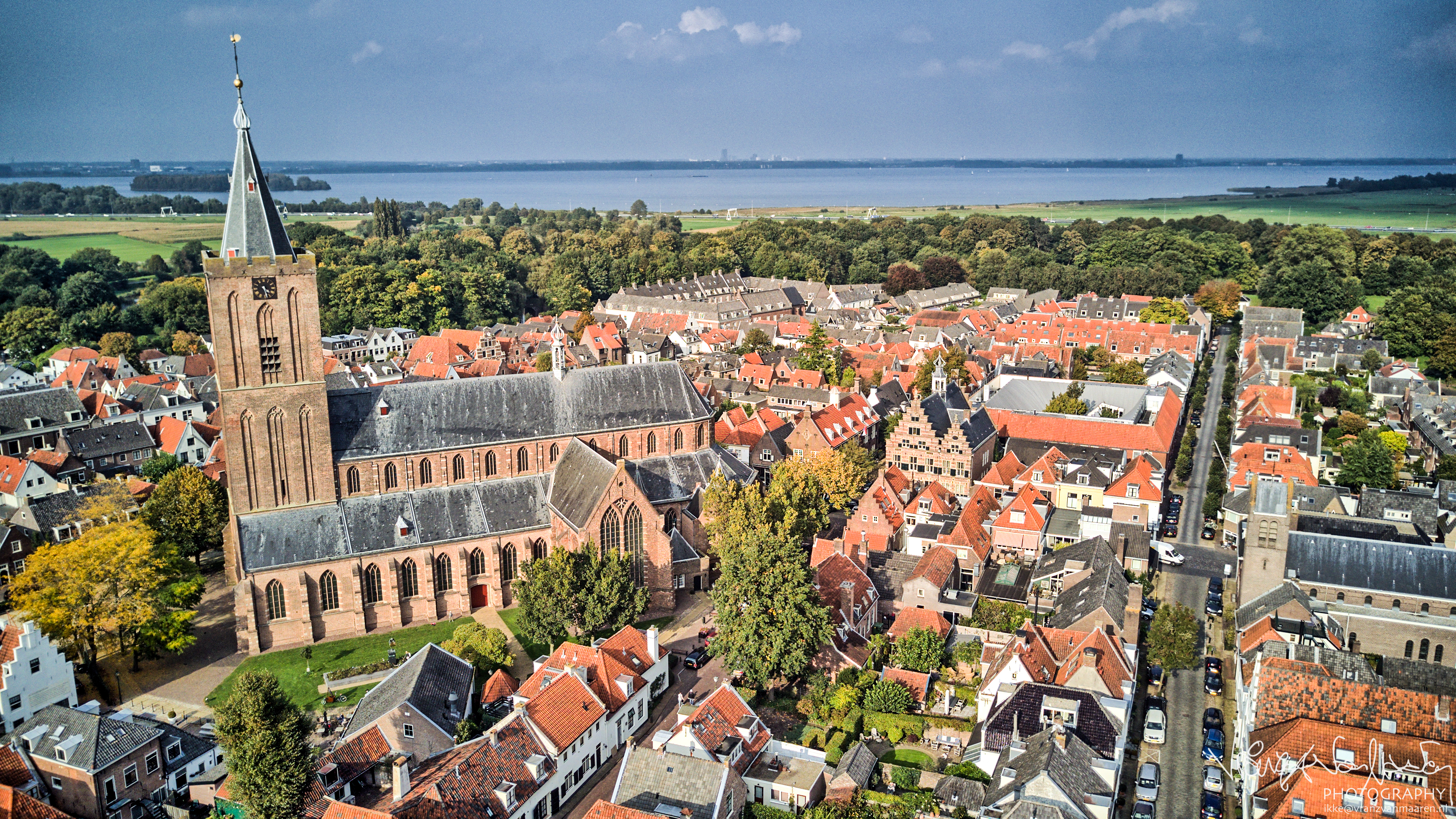
Naarden, Grote Sint-Vituskerk

Nederlandse Bachvereniging (în română Societatea Bach Neerlandeză) este cel mai vechi ansamblu de muzică barocă din Țările de Jos și probabil din lume. A fost fondat în 1921, când a prezentat, în Vinerea Patimilor, oratoriul Patimile după Matei de Johann Sebastian Bach; începând din 1922 acest concert are loc anual, în Grote Sint-Vituskerk (Biserica Mare Sfântul Vitus) din Naarden. Cu ocazia jubileului centenar din 2021, Societatea a început să înregistreze (audio/video) întreaga operă a lui Bach, care cuprinde 1080 de lucrări, în interpretarea membrilor ansamblului. Aceste înregistrări sunt publicate periodic și sunt accesibile liber.